# Дискография Tool
Дискография американской рок-группы Tool состоит из пяти студийных альбомов, одного мини-альбома, одного демо-альбома, трех видеоальбомов, тринадцати синглов и восьми видеоклипов.
Группа Tool была основана в 1990 году вокалистом Мейнардом Джеймсом Кинаном и гитаристом Адамом Джонсом, к которым впоследствии присоединились барабанщик Дэнни Кэри и бас-гитарист Пол Д’Амур. В 1991 году они выпустили одноименную демозапись. Хотя демозапись, как правило, предназначена только для лейблов, группа была так ею довольна, что продала копии своим поклонникам. Участники Tool подписали контракт с Zoo Entertainment всего через три месяца после начала своей карьеры и выпустили свой дебютный мини-альбом Opiate в марте 1992 года. После положительных отзывов о гастролях они выпустили свой первый полноценный альбом Undertow в апреле 1993 года. Альбом был сертифицирован как дважды платиновый Американской ассоциацией компаний звукозаписи (RIAA) в 2001 году.
Вскоре после начала записи второго альбома в сентябре 1995 года группа потерпела единственное изменения состава на сегодняшний день: басист Д’Амур покинул её, чтобы заняться другими проектами. Он был заменен Джастином Чанселлором, с которым группа возобновила запись. В октябре 1996 года был выпущен альбом Ænima, который в итоге превзошёл дебют Tool в продажах, и стал трижды платиновым RIAA в 2003 году. Второй сингл с альбома, «Ænima», получил Грэмми за «Лучшее метал-исполнение» в 1998 году. После судебных споров со своим лейблом группа сделала перерыв. Tool вернулись в мае 2001 года с выходом Lateralus. Альбом достиг первого места в американском чарте Billboard 200 в первую неделю и стал платиновым в августе 2005 года. Первый сингл, «Schism», получил Грэмми за «Лучшее метал-исполнение» в 2001 году. В мае 2006 года, снова через пять лет после предыдущего альбома, вышел 10,000 Days. Альбом был продан тиражом 564 000 копий в первую неделю в США и дебютировал на первом месте в Billboard 200. 10,000 Days получил Грэмми за «Лучшую упаковку пластинки[прояснить]» в 2007 году.

## Альбомы

### Студийные альбомы
| 1993                                        | Undertow - Дата выпуска: 6 апреля - Лейбл: Zoo - Формат: CD, CS, LP, ЦД    | 50 | 21 | — | 49 | —  | —  | —  | 89 | —  | 17 | —  | —  | —   | США: 2,910,000 | RIAA: 2× Платиновый CRIA: Платиновый                                     |
| 1996                                        | Ænima - Дата выпуска: 17 сентября - Лейбл: Zoo - Формат: CD, CS, LP, ЦД    | 2  | 6  | — | 3  | —  | —  | 75 | 75 | 36 | 1  | 53 | —  | 108 | США: 3,429,000 | RIAA: 3× Платиновый ARIA: Платиновый CRIA: Платиновый                    |
| 2001                                        | Lateralus - Дата выпуска: 15 мая - Лейбл: Volcano - Формат: CD, CS, LP, ЦД | 1  | 1  | 9 | 1  | 11 | 21 | 5  | 7  | 2  | 2  | 8  | 31 | 16  | США: 2,609,000 | RIAA: 2× Платиновый ARIA: Платиновый BPI: Серебряный CRIA: 2× Платиновый |
| 2006                                        | 10,000 Days - Дата выпуска: 28 апреля - Лейбл: Volcano - Формат: CD, ЦД    | 1  | 1  | 1 | 1  | 2  | 2  | 2  | 1  | 1  | 1  | 2  | 3  | 4   | США: 1,736,000 | RIAA: Платиновый CRIA: Платиновый ARIA: Платиновый                       |
| 2019                                        | Fear Inoculum - Дата выпуска: 30 августа - Лейбл: Volcano, RCA             | 1  | 1  | 3 | 1  | 2  | 9  | 2  | 3  | 1  | 1  | 7  | 2  | 4   | США: 248,000   |                                                                          |
| «—» относится, если альбом не попал в чарт. |                                                                            |    |    |   |    |    |    |    |    |    |    |    |    |     |                |                                                                          |

### Сборники
| Год  | Альбом                                                                    | Позиция в чартах | Позиция в чартах |
| Год  | Альбом                                                                    | US               | AUS              |
| ---- | ------------------------------------------------------------------------- | ---------------- | ---------------- |
| 2000 | Salival - Дата выпуска: 12 декабря - Лейбл: Volcano - Формат: CD бокс-сет | 38               | 29               |

### Мини-альбомы
| Год  | Альбом                                                             | Сертификации     |
| ---- | ------------------------------------------------------------------ | ---------------- |
| 1992 | Opiate - Дата выпуска: 10 марта - Лейбл: Zoo - Форматы: CD, CS, LP | RIAA: Платиновый |

### Демо-альбомы
| Год  | Название                                                  |
| ---- | --------------------------------------------------------- |
| 1991 | 72826 - Дата выпуска: 1991 - Лейбл: Toolshed - Формат: CS |

## Синглы
| Год                                       | Сингл           | Позиция в чартах | Позиция в чартах | Позиция в чартах | Позиция в чартах | Позиция в чартах | Позиция в чартах | Позиция в чартах | Альбом        |
| Год                                       | Сингл           | US               | US Alt.          | US Main. Rock    | CAN Alt.         | GER              | NLD              | UK               | Альбом        |
| ----------------------------------------- | --------------- | ---------------- | ---------------- | ---------------- | ---------------- | ---------------- | ---------------- | ---------------- | ------------- |
| 1993                                      | «Sober»         | —                | —                | 13               | —                | —                | —                | —                | Undertow      |
| 1993                                      | «Prison Sex»    | —                | —                | 32               | —                | —                | —                | 81               | Undertow      |
| 1996                                      | «Stinkfist»     | —                | 19               | 17               | 1                | —                | —                | —                | Ænima         |
| 1997                                      | «H.»            | —                | —                | 25               | 16               | —                | —                | —                | Ænima         |
| 1997                                      | «Ænema»         | —                | —                | 23               | —                | —                | —                | —                | Ænima         |
| 1998                                      | «Forty Six & 2» | —                | —                | 22               | —                | —                | —                | —                | Ænima         |
| 1998                                      | «Eulogy»        | —                | —                | —                | —                | —                | —                | —                | Ænima         |
| 2001                                      | «Schism»        | 67               | 2                | 2                | —                | —                | 56               | —                | Lateralus     |
| 2002                                      | «Parabola»      | —                | 31               | 10               | —                | —                | 54               | —                | Lateralus     |
| 2002                                      | «Lateralus»     | —                | 18               | 14               | —                | —                | —                | —                | Lateralus     |
| 2006                                      | «Vicarious»[A]  | 115              | 2                | 2                | —                | 71               | —                | —                | 10,000 Days   |
| 2006                                      | «The Pot»       | —                | 5                | 1                | —                | —                | —                | —                | 10,000 Days   |
| 2007                                      | «Jambi»         | —                | 23               | 7                | —                | —                | —                | —                | 10,000 Days   |
| 2019                                      | «Fear Inoculum» |                  |                  |                  |                  |                  |                  |                  | Fear Inoculum |
| 2020                                      | «Pneuma»        |                  |                  |                  |                  |                  |                  |                  | Fear Inoculum |
| 2022                                      | «Opiate2»       |                  |                  |                  |                  |                  |                  |                  | Opiate (EP)   |
| «—» относится, если сингл не попал в чарт |                 |                  |                  |                  |                  |                  |                  |                  |               |

- A↑  «Vicarious» не вошел в Billboard Hot 100, но достиг 15 позиции в чарте Bubbling Under Hot 100 Singles[36].

## Видеоальбомы
| Год  | Альбом                                                           | Наивысшие позиции в чартах | Сертификации                     |
| Год  | Альбом                                                           | US Video                   | Сертификации                     |
| ---- | ---------------------------------------------------------------- | -------------------------- | -------------------------------- |
| 2005 | Parabola - Дата выпуска: 20 декабря - Лейбл: Sony - Формат: DVD  | —                          | RIAA: Золотой                    |
| 2005 | Schism - Дата выпуска: 20 декабря - Лейбл: Sony - Формат: DVD    | —                          | RIAA: Золотой                    |
| 2007 | Vicarious - Дата выпуска: 18 декабря - Лейбл: Sony - Формат: DVD | 21                         | RIAA: 2×Платиновый ARIA: Золотой |

## Музыкальные видео
| Год  | Песня        | Режиссёр                |
| ---- | ------------ | ----------------------- |
| 1992 | «Hush»       | Кен Ендрюс              |
| 1993 | «Sober»      | Адам Джонс и Фред Штур  |
| 1994 | «Prison Sex» | Адам Джонс              |
| 1996 | «Stinkfist»  | Адам Джонс              |
| 1997 | «Ænema»      | Адам Джонс              |
| 2001 | «Schism»     | Адам Джонс              |
| 2002 | «Parabola»   | Адам Джонс              |
| 2007 | «Vicarious»  | Алекс Грей и Адам Джонс |

## Хронология
- Текущие участники Tool